# Eudorylas dextratus
Eudorylas dextratus är en tvåvingeart som först beskrevs av Hardy 1965.  Eudorylas dextratus ingår i släktet Eudorylas och familjen ögonflugor. Inga underarter finns listade i Catalogue of Life.